# Le Grand Messager boiteux de Strasbourg
Le Grand Messager boiteux de Strasbourg est un almanach qui paraît chaque année en octobre à Strasbourg. Il contient 200 pages environ avec un calendrier avec les fêtes et les cours de la lune, des prévisions météo, des recettes de cuisine, des conseils de jardinage, l'horoscope, des articles, des nouvelles, des contes, des poèmes… Il est principalement connu et distribué dans les trois régions historiques d'Alsace, Lorraine et Franche-Comté.
Il est né en 1807 dans sa version allemande (Der Grosse Hinkende Bote) qui n'existe plus, puis en 1814 dans sa version française.
Année après année, la couverture reprend le messager dessiné par Tanconville. Il représente un ancien invalide des guerres napoléoniennes qui a obtenu le privilège de distribuer cet almanach pour gagner sa vie. Dans de nombreuses mythologies, les boiteux sont dotés de pouvoirs surnaturels ou d'un savoir supérieur. Pour pallier son infirmité, Tomi Ungerer l'a même un jour équipé de roulettes !
Tanconville dirigea  de 1898 jusqu'à sa mort, le Messager boiteux. Chaque année, il en rédigeait la préface, le chapitre d’histoire naturelle, les éphémérides et quelques articles. Il a insufflé le véritable esprit à cet almanach. Esprit qui a été amoureusement conservé par ses successeurs Paul Casper, Jean Christian et actuellement Bernard Riebel et Gérard Grampp.

## Galerie

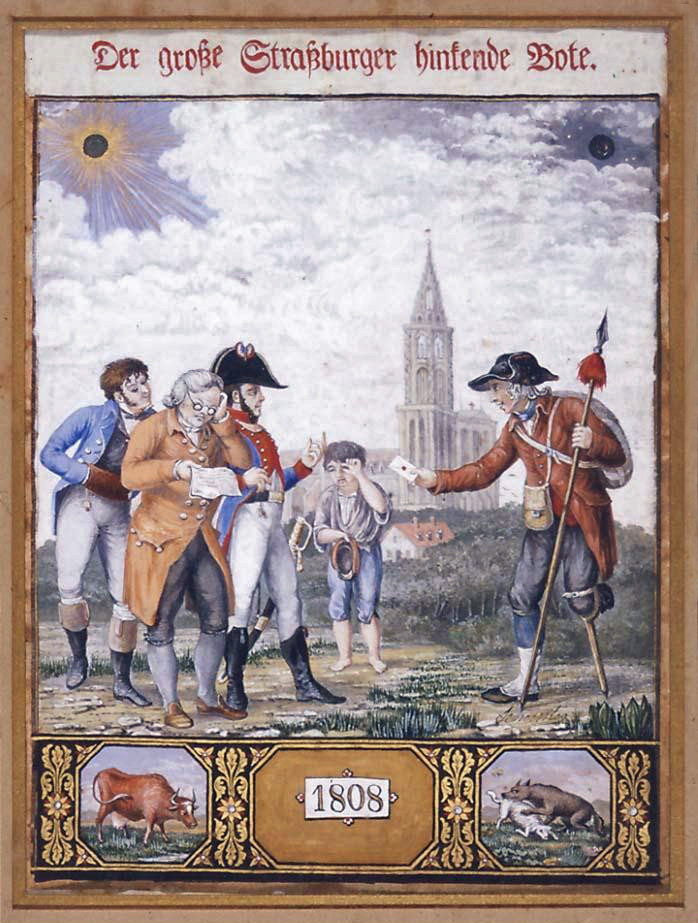
Couverture de l'édition en allemand (1808)
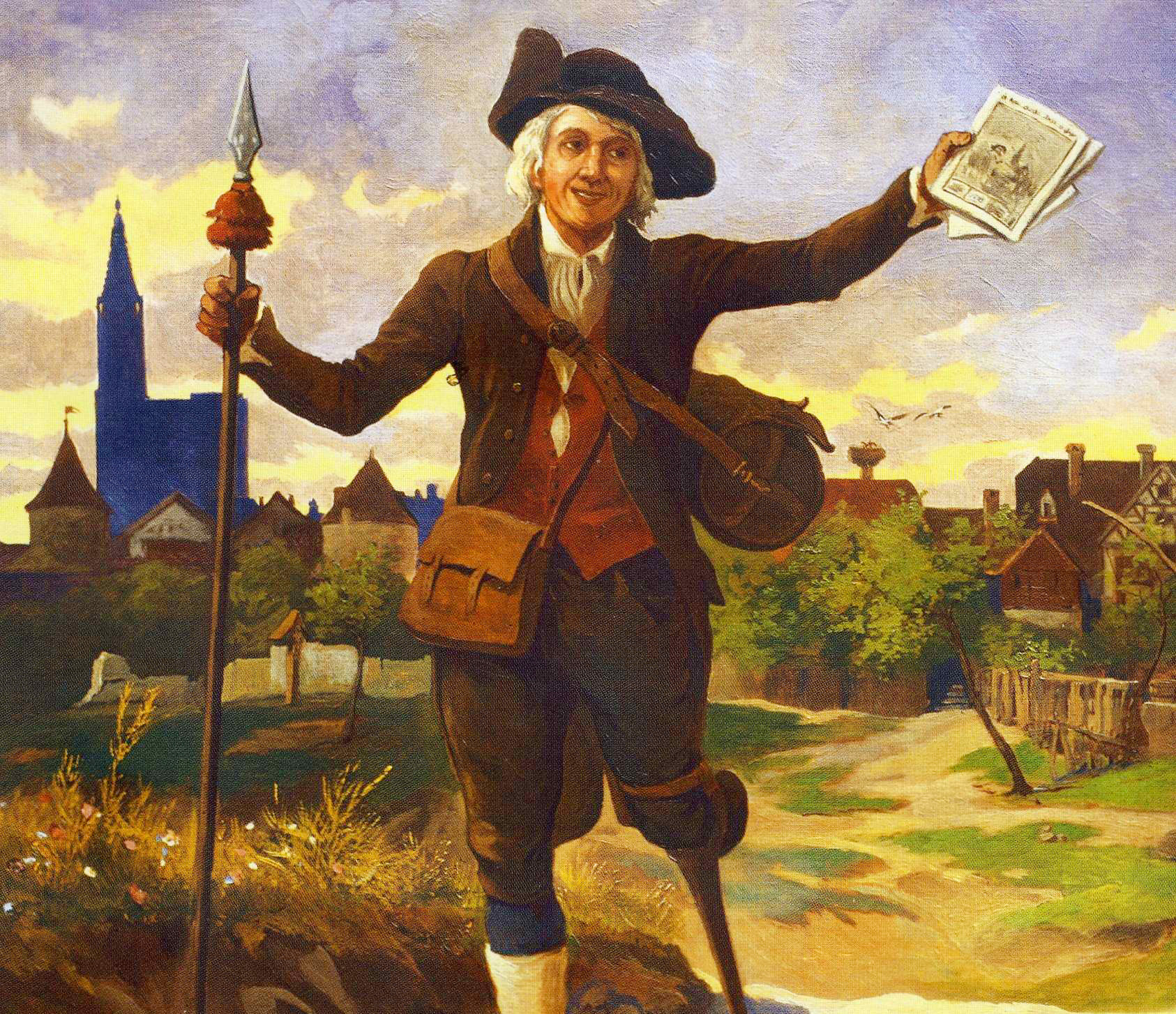
Couverture de l'almanach dessinée par Tanconville (1926)
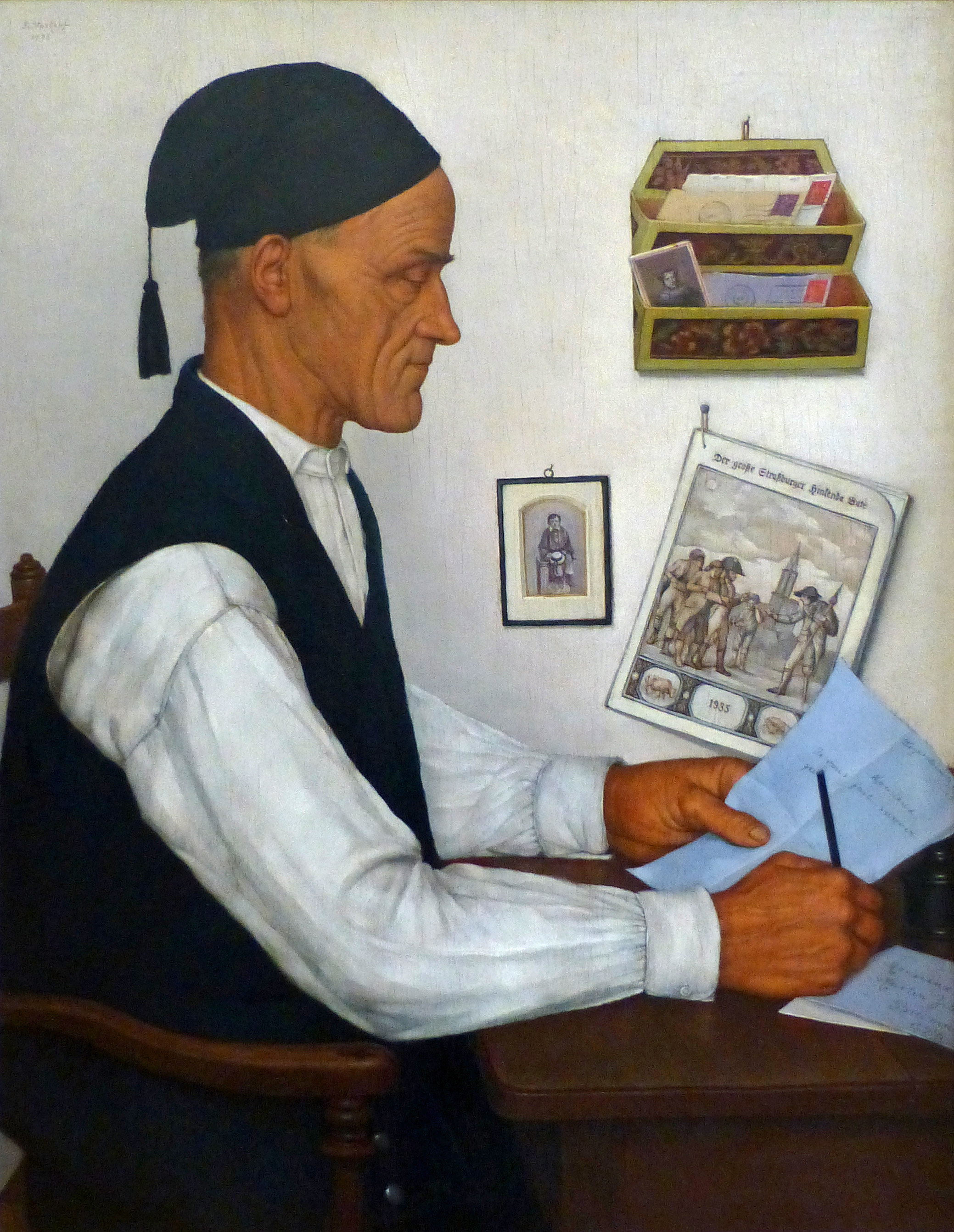
Tableau de Gustave Stoskopf (1935)
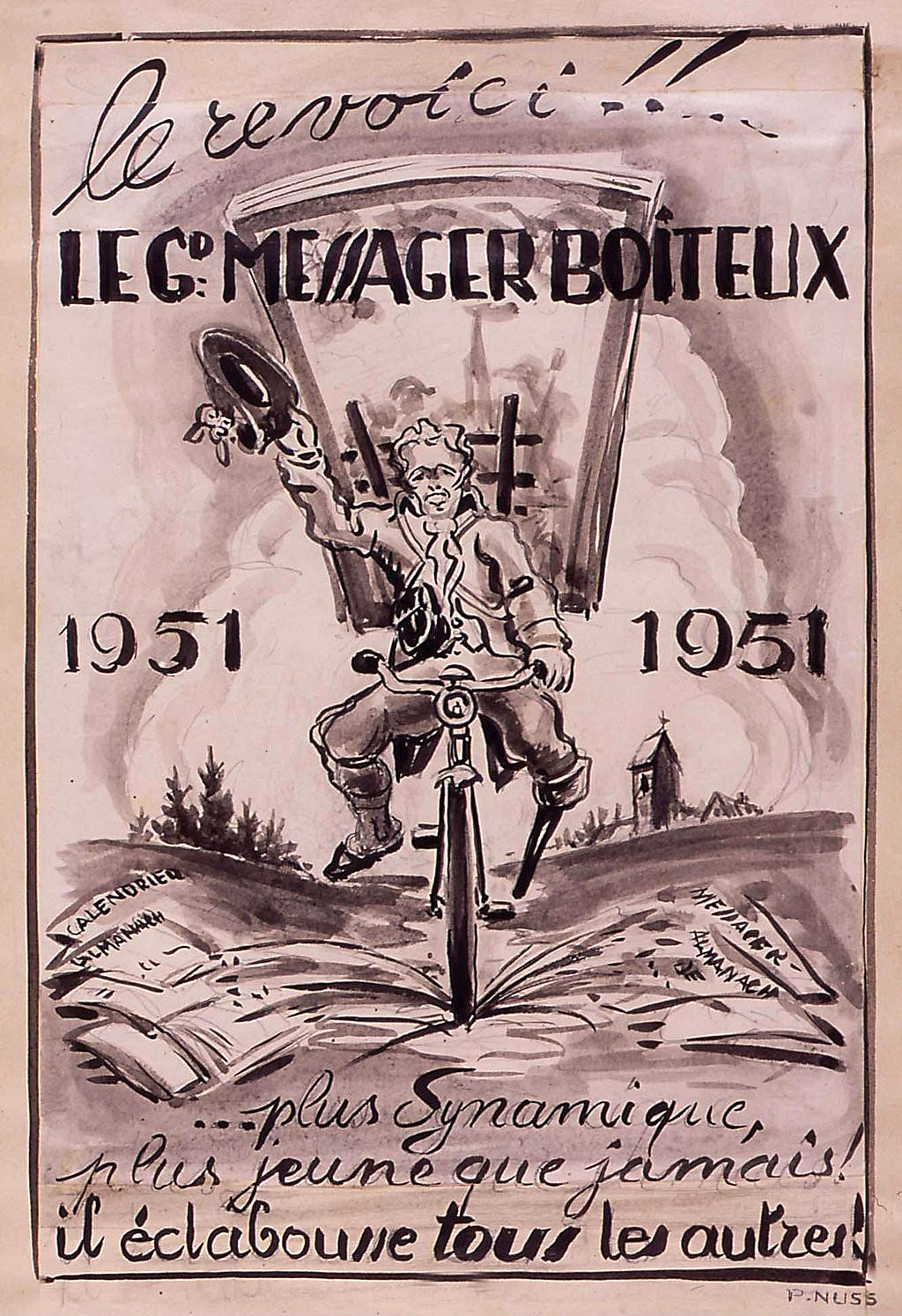
Affiche de Pierre Nuss (1951)